# Mermessus dopainus
Mermessus dopainus is een spinnensoort in de taxonomische indeling van de hangmatspinnen (Linyphiidae).
Het dier behoort tot het geslacht Mermessus. De wetenschappelijke naam van de soort werd voor het eerst geldig gepubliceerd in 1936 door Ralph Vary Chamberlin  & Wilton Ivie.